# Vihkla
Vihkla – wieś w Estonii, w prowincji Võru, w gminie Rõuge. Przed reformą administracyjną samorządów w 2017 r. wieś należała do gminy Haanja.